# Хемотрофы
Хемотро́фы — организмы, получающие энергию не из преобразования энергии света, как большинство земных растений, но в результате окислительно-восстановительных реакций, в которых они окисляют химические соединения, богатые энергией.

## Биохимия
Хемотрофы используют химическую энергию как из неорганических соединений (например, молекулярный водород и сера), так и органических (углеводы, жиры, белки, парафины и более простые органические соединения), в отличие от фототрофов, обладающих способностью использовать энергию света. Исключением служат «не‑редокс» механизмы, когда протонный электрохимический градиент (PMF, proton motive force) или натриевый электрохимический градиент (SMF, sodium motive force) создаются в результате реакций декарбоксилирования.

## Классификация
Хемосинтезирующие бактерии (хемолитоавтотрофы) — это хемотрофы, использующие диоксид углерода в качестве единственного источника углерода. Получают энергию в результате окислительно-восстановительных реакций, донором электронов являются неорганические соединения. К хемолитоавтотрофам относят представителей родов Nitrosospina, Nitrosococcus, Thiobacillus и других. Таким образом, хемосинтез не является тождественным хемотрофии понятием, а является ее частным случаем, также как и фотосинтез является частным случаем фоторофии.
Выделяют также хемоорганогетеротрофы, использующие органические соединения и как источники углерода, и как доноры электронов (восстановители). К хемоорганогетеротрофам относятся представители родов Азотобактер (Azotobacter), Сальмонелла (Salmonella), Иерсиния (Yersinia), а также некоторые другие редуценты и паразитические микроорганизмы. Хемоорганогетеротрофный тип метаболизма характерен также для царств животных и грибов.

## Хемотрофные биоценозы
Хемотрофы являются основой биома в изолированной от внешнего мира пещеры Мовиле.